# Gleba (micología)

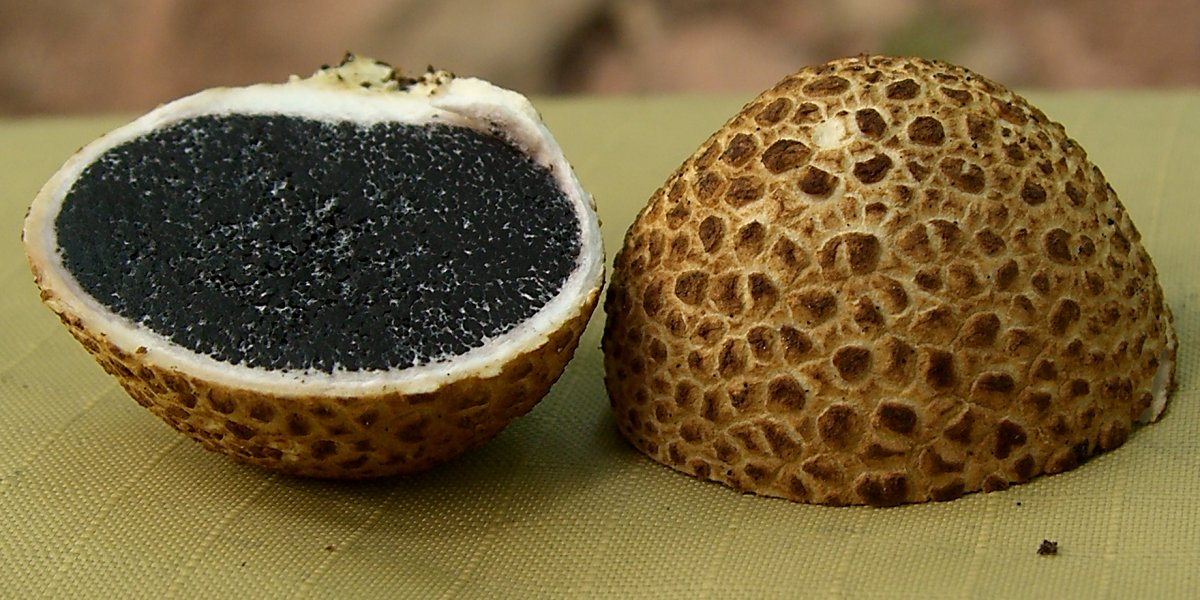
La gleba de la Scleroderma citrinum tiene un color oscuro.

La gleba (del latín glaeba, glēba, «bulto») es la masa interna que contiene esporas de ciertos hongos como los hongos polvera o la familia de hongos Phallaceae.
La gleba es una masa sólida de esporas, generada dentro de un área cerrada dentro del esporocarpo. La madurez continua de las células esporógenas deja atrás las esporas como una masa pulverulenta que se puede volar fácilmente. La gleba puede ser pegajosa o puede estar encerrada en un estuche (peridiola).
Es un tejido que generalmente se encuentra en un cuerpo fructífero angioscarposo, especialmente en los gasteromicetos. Los cuerpos frutales angioscarposos generalmente consisten en frutos encerrados dentro de una cubierta que no forma parte de sí mismo; como la avellana cubierta por su cáscara, o la bellota asentada en su cúpula. La presencia de gleba se puede encontrar en el género Scleroderma y en hongos polvera. La gleba consta de micelio y basidios y también puede contener hilos de capilicio.
La gleba que se encuentra en el cuerpo fructífero de las especies de la familia Phallaceae es típicamente gelatinosa, a menudo de olor fétido y delicuescente (se vuelve líquida por la absorción de agua). Se forma en la cara exterior del sombrero o en la parte superior del cuerpo fructífero. El mal olor ayuda a atraer insectos que ayudan a dispersar las esporas. Los productos químicos que contribuyen al olor incluyen metilmercaptano y sulfuro de hidrógeno.